# Clarmont, Vaud
Clarmont är en ort och kommun i distriktet Morges i kantonen Vaud, Schweiz. Kommunen har 220 invånare (2023).